# Glossocratus cultrata
Glossocratus cultrata är en insektsart som beskrevs av Walker 1852. Glossocratus cultrata ingår i släktet Glossocratus och familjen dvärgstritar. Inga underarter finns listade i Catalogue of Life.